# Home on the Range (1946)
Home on the Range é um filme norte-americano de 1946, do gênero faroeste, dirigido por R. G. Springsteen e estrelado por Monte Hale e Adrian Booth.

## Produção
Este é o primeiro da série de 19 faroestes B que o cowboy cantor Monte Hale estrelou na Republic Pictures, entre 1946 e 1950. Desses, apenas sete foram exibidos no Brasil.
Home on the Range foi feito pelo processo conhecido como Magnacolor, antecessor do Trucolor, que a própria Republic desenvolveria em seguida. Com isso, Hale tornou-se o astro do primeiro faroeste B do estúdio rodado em cores.

## Sinopse
Monte Hale deseja preservar a natureza e a vida selvagem, mas entra em conflito com os rancheiros vizinhos, que culpam um urso pela dizimação de seu gado.

## Elenco
| Ator/Atriz     | Personagem      |
| -------------- | --------------- |
| Monte Hale     | Monte Hale      |
| Adrian Booth   | Bonnie Garth    |
| Tom Chatterton | 'Grizzly' Garth |
| Bobby Blake    | Cub Garth       |
| LeRoy Mason    | Dan Long        |
| Roy Barcroft   | Clint Baker     |
| Kenne Duncan   | Slim Wallace    |